# 22291 Гейтіфер
22291 Гейтіфер (22291 Heitifer) — астероїд головного поясу, відкритий 2 лютого 1989 року.
Тіссеранів параметр щодо Юпітера — 3,112.